# Kristalfysica
Kristalfysica is een tak van de fysica, die zich speciaal richt op het onderzoek van de natuurkundige eigenschappen van kristallen. 
De belangrijkste onderzoekscriteria zijn: 
- thermische geleidbaarheid (warmtegeleidingscoëfficiënt),
- elektrische geleidbaarheid,
- magnetisme,
- resonantie trilling,
- uitzetting bij temperatuur-verandering,
- piëzo-elektriciteit,
- pyro-elektriciteit,